# Scorpion (Drake)
Scorpion è il quinto album in studio del rapper canadese Drake, pubblicato il 29 giugno 2018 dalle etichette discografiche Young Money Entertainment, Cash Money Records e Republic Records.
L'album ha visto la partecipazione di 40 produttori discografici di alto profilo, tra i quali No I.D., Boi-1da, DJ Premier, DJ Paul, Tay Keith, T-Minus, Murda Beatz, Cardo e Noel Cadastre.
Sono stati estratti sette singoli: God's Plan, Nice for What, I'm Upset, Don't Matter to Me, In My Feelings, Nonstop e infine Mob Ties. I primi sei singoli hanno raggiunto la top ten della Billboard Hot 100, di cui tre (God's Plan, Nice for What e In My Feelings) hanno raggiunto la posizione numero uno. Nella classifica Billboard Hot 100 di luglio 2018 sono state elencate tutte e 25 le canzoni dell'album, battendo il record di 22 del suo precedente mixtape More Life.
Su Metacritic ottiene un punteggio pari a 67/100 basato su 26 recensioni.

## Pubblicazione e promozione
Il 19 gennaio 2018, Drake ha pubblicato l'EP a due tracce Scary Hours. Questo comprendeva i singoli Diplomatic Immunity e God's Plan, l'ultimo dei quali serviva come singolo protagonista di Scorpion dopo aver debuttato alla posizione numero uno della Billboard Hot 100 degli Stati Uniti. In seguito, Drake pubblicò il secondo singolo dell'album Nice for What il 6 aprile, anche questa salita alla stessa posizione. Il 26 maggio è stato pubblicato il terzo singolo I'm Upset, mentre il 6 luglio, la canzone Don't Matter to Me è stata trasmessa nelle contemporary hit radio britanniche di successo come quarto singolo dell'album. Il 10 luglio la canzone In My Feelings è stata trasmessa nelle contemporary hit radio americane come quinto singolo dell'album. La canzone in seguito è diventata la terza canzone dell'album ad aver raggiunto la posizione numero uno nella Billboard Hot 100 degli Stati Uniti. Nonstop è stata trasmessa nelle radio degli Stati Uniti come sesto singolo dell'album il 31 luglio.
Una serie di cartelloni pubblicitari che promuovono l'album sono emersi a Toronto il 22 giugno, mentre un trailer per l'album è stato rilasciato il 26 giugno. La promozione dell'album sul servizio di streaming Spotify ha attratto alcune polemiche dai suoi abbonati per quella che percepivano come eccessiva promozione, con Drake che appare nella maggior parte delle playlist editoriali del servizio, incluse quelle con cui non aveva nulla a che fare come quelle riguardanti la electronic dance music e persino la musica gospel.

## Accoglienza
| Recensione           | Giudizio |
| -------------------- | -------- |
| AllMusic             | [ 34 ]   |
| Entertainment Weekly | C+       |
| Spin                 | [ 23 ]   |
| The Guardian         | [ 23 ]   |
| Pitchfork            | [ 23 ]   |
| The Independent      | [ 23 ]   |
| RapReviews           | [ 23 ]   |
| Rolling Stone        | [ 23 ]   |
| XXL                  | [ 23 ]   |
| PopMatters           | [ 23 ]   |
| The New York Times   | [ 23 ]   |
| NME                  | [ 23 ]   |

La critica accoglie l'album con recensioni miste. Su Metacritic raccoglie un totale pari a 67/100 basato su 26 recensioni. Secondo AllMusic ed Entertainment Weekly è il suo peggior album e quasi un fallimento. Il disco ha diversi punti forti – God's Plan e Nice for What sono tra i brani maggiormente apprezzati – e gli addetti ai lavori lamentano l'eccessiva quantità di tracce, la presenza di un'atmosfera noiosa e temi già ripetuti in passato dall'artista, che rendono il prodotto eccessivamente confuso e qualitativamente scadente. Diversi autori musicali apprezzano la produzione del disco, il primo a non portare una svolta stilistica da parte di Drake.
Scorpion finisce nelle liste dei migliori album delle riviste Billboard, Clash, Complex, Rolling Stone e Vibe.
L'album è candidato ai Grammy Awards 2019 come miglior album hip hop.

## Tracce
Lato A
1. Survival – 2:16
2. Nonstop – 3:58
3. Elevate – 3:04
4. Emotionless – 5:02
5. God's Plan – 3:18
6. I'm Upset – 3:34
7. 8 Out of 10 – 3:15
8. Mob Ties – 3:25
9. Can't Take a Joke – 2:43
10. Sandra's Rose – 3:36
11. Talk Up (feat. Jay-Z) – 3:15
12. Is There More – 3:46

Lato B
1. Peak – 3:26
2. Summer Games – 4:07
3. Jaded – 4:22
4. Nice for What – 3:30
5. Finesse – 3:02
6. Ratchet Happy Birthday – 3:27
7. That's How You Feel – 2:37
8. Blue Tint – 2:42
9. In My Feelings – 3:37
10. Don't Matter to Me (feat. Michael Jackson) – 4:05
11. After Dark (feat. Static Major & Ty Dolla Sign) – 4:49
12. Final Fantasy – 3:39
13. March 14 – 5:09

## Classifiche

### Classifiche settimanali
| Classifica (2018)         | Posizione massima |
| ------------------------- | ----------------- |
| Australia                 | 1                 |
| Austria                   | 4                 |
| Belgio (Fiandre)          | 2                 |
| Belgio (Vallonia)         | 3                 |
| Canada                    | 1                 |
| Danimarca                 | 1                 |
| Finlandia                 | 1                 |
| Francia                   | 19                |
| Germania                  | 8                 |
| Irlanda                   | 1                 |
| Italia                    | 2                 |
| Lettonia                  | 1                 |
| Norvegia                  | 1                 |
| Nuova Zelanda             | 1                 |
| Paesi Bassi               | 3                 |
| Portogallo                | 13                |
| Regno Unito               | 1                 |
| UK R&B                    | 1                 |
| Spagna                    | 40                |
| Stati Uniti               | 1                 |
| US Top R&B/Hip-Hop Albums | 1                 |
| Svezia                    | 1                 |
| Svizzera                  | 1                 |

### Classifiche di fine anno
| Classifica (2018) | Posizione |
| ----------------- | --------- |
| Australia         | 7         |
| Austria           | 65        |
| Belgio (Fiandre)  | 15        |
| Belgio (Vallonia) | 62        |
| Canada            | 1         |
| Francia           | 62        |
| Germania          | 77        |
| Islanda           | 14        |
| Italia            | 55        |
| Nuova Zelanda     | 6         |
| Paesi Bassi       | 6         |
| Regno Unito       | 5         |
| Stati Uniti       | 2         |
| Svizzera          | 35        |
| Classifica (2019) | Posizione |
| Australia         | 20        |
| Belgio (Fiandre)  | 34        |
| Belgio (Vallonia) | 151       |
| Canada            | 5         |
| Danimarca         | 26        |
| Islanda           | 52        |
| Irlanda           | 25        |
| Nuova Zelanda     | 19        |
| Paesi Bassi       | 23        |
| Regno Unito       | 27        |
| Stati Uniti       | 6         |
| Classifica (2020) | Posizione |
| Australia         | 46        |
| Belgio (Fiandre)  | 68        |
| Canada            | 32        |
| Danimarca         | 71        |
| Nuova Zelanda     | 39        |
| Paesi Bassi       | 54        |
| Regno Unito       | 64        |
| Stati Uniti       | 40        |
| Classifica (2021) | Posizione |
| Australia         | 75        |
| Belgio (Fiandre)  | 123       |
| Canada            | 39        |
| Danimarca         | 98        |
| Stati Uniti       | 54        |
| Classifica (2022) | Posizione |
| Australia         | 81        |
| Belgio (Fiandre)  | 147       |
| Canada            | 48        |
| Stati Uniti       | 65        |
| Classifica (2023) | Posizione |
| Canada            | 47        |
| Stati Uniti       | 41        |
| Classifica (2024) | Posizione |
| Portogallo        | 172       |

### Classifiche di fine decennio
| Classifica (2010-19) | Posizione |
| -------------------- | --------- |
| Paesi Bassi          | 26        |
| Stati Uniti          | 20        |